# Campeonato de la División III de Fútbol Americano de la NCAA

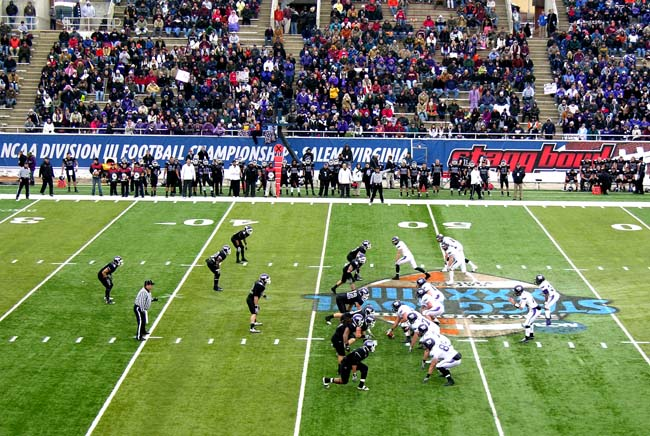
Stagg Bowl de 2010

El Campeonato de la División III de Fútbol Americano de la NCAA es un torneo de postemporada en el que el vencedor se proclama campeón nacional de fútbol americano de la División III de la NCAA. 
El partido final se denomina Stagg Bowl en recuerdo de Amos Alonzo Stagg, un famoso entrenador universitario norteamericano y se disputa en la localidad de Salem, en el estado de Virginia.

## Historia
Se celebra desde 1973, cuando se crearon las Divisiones (I, II y III) dentro de la NCAA, para proclamar al vencedor como campeón nacional de la División III (categoría donde no se otorgan becas deportivas). Anteriormente a su actual sede, en Salem (Virginia), se disputó en Phenix City (Alabama), y en el College Football Hall of Fame cuando éste se encontraba en Kings Island (Ohio).

## Resultados
| Año  | Campeón                               | Finalista                             | Marcador                              | Asistencia                            | Sede                                  | Ciudad                                | Entrenador Campeón                    |
| ---- | ------------------------------------- | ------------------------------------- | ------------------------------------- | ------------------------------------- | ------------------------------------- | ------------------------------------- | ------------------------------------- |
| 1973 | Wittenberg                            | Juniata                               | 41–0                                  | 5,000                                 | Garrett–Harrison Stadium              | Phenix City, Alabama                  | Dave Maurer                           |
| 1974 | Central (IA)                          | Ithaca                                | 10–8                                  | 5,500                                 | Garrett–Harrison Stadium              | Phenix City, Alabama                  | Ron Schipper                          |
| 1975 | Wittenberg                            | Ithaca                                | 28–0                                  | 6,000                                 | Garrett–Harrison Stadium              | Phenix City, Alabama                  | Dave Maurer                           |
| 1976 | Saint John's (MN)                     | Towson State                          | 31–28                                 | 7,214                                 | Garrett–Harrison Stadium              | Phenix City, Alabama                  | John Gagliardi                        |
| 1977 | Widener                               | Wabash                                | 39–36                                 | 7,852                                 | Garrett–Harrison Stadium              | Phenix City, Alabama                  | Bill Manlove                          |
| 1978 | Baldwin–Wallace                       | Wittenberg                            | 24–10                                 | 7,500                                 | Garrett–Harrison Stadium              | Phenix City, Alabama                  | Lee Tressel                           |
| 1979 | Ithaca                                | Wittenberg                            | 14–10                                 | 6,500                                 | Garrett–Harrison Stadium              | Phenix City, Alabama                  | Jim Butterfield                       |
| 1980 | Dayton                                | Ithaca                                | 63–0                                  | 8,701                                 | Garrett–Harrison Stadium              | Phenix City, Alabama                  | Rick E. Carter                        |
| 1981 | Widener                               | Dayton                                | 17–10                                 | 6,100                                 | Garrett–Harrison Stadium              | Phenix City, Alabama                  | Bill Manlove                          |
| 1982 | West Georgia                          | Augustana (IL)                        | 14–0                                  | 9,000                                 | Garrett–Harrison Stadium              | Phenix City, Alabama                  | Bobby Pate                            |
| 1983 | Augustana (IL)                        | Union (NY)                            | 21–17                                 | 3,800                                 | Galbreath Field                       | Kings Mills, Ohio                     | Bob Reade                             |
| 1984 | Augustana (IL)                        | Central (IA)                          | 21–12                                 | 2,300                                 | Galbreath Field                       | Kings Mills, Ohio                     | Bob Reade                             |
| 1985 | Augustana (IL)                        | Ithaca                                | 20–7                                  | 1,879                                 | Garrett–Harrison Stadium              | Phenix City, Alabama                  | Bob Reade                             |
| 1986 | Augustana (IL)                        | Salisbury State                       | 31–3                                  | 2,000                                 | Garrett–Harrison Stadium              | Phenix City, Alabama                  | Bob Reade                             |
| 1987 | Wagner                                | Dayton                                | 19–3                                  | 4,000                                 | Garrett–Harrison Stadium              | Phenix City, Alabama                  | Walt Hameline                         |
| 1988 | Ithaca                                | Central (IA)                          | 39–24                                 | 4,000                                 | Garrett–Harrison Stadium              | Phenix City, Alabama                  | Jim Butterfield                       |
| 1989 | Dayton                                | Union (NY)                            | 17–7                                  | 3,500                                 | Garrett–Harrison Stadium              | Phenix City, Alabama                  | Mike Kelly                            |
| 1990 | Allegheny                             | Lycoming                              | 21–14 (OT)                            | 4,800                                 | Hawkins Stadium                       | Bradenton, Florida                    | Ken O'Keefe                           |
| 1991 | Ithaca                                | Dayton                                | 34–20                                 | 5,469                                 | Hawkins Stadium                       | Bradenton, Florida                    | Jim Butterfield                       |
| 1992 | Wisconsin–La Crosse                   | Washington & Jefferson                | 16–12                                 | 5,392                                 | Hawkins Stadium                       | Bradenton, Florida                    | Roger Harring                         |
| 1993 | Mount Union                           | Rowan                                 | 34–24                                 | 7,304                                 | Salem Football Stadium                | Salem, Virginia                       | Larry Kehres                          |
| 1994 | Albion                                | Washington & Jefferson                | 38–15                                 | 7,168                                 | Salem Football Stadium                | Salem, Virginia                       | Pete Schmidt                          |
| 1995 | Wisconsin–La Crosse                   | Rowan                                 | 36–7                                  | 4,905                                 | Salem Football Stadium                | Salem, Virginia                       | Roger Harring                         |
| 1996 | Mount Union                           | Rowan                                 | 56–24                                 | 5,048                                 | Salem Football Stadium                | Salem, Virginia                       | Larry Kehres                          |
| 1997 | Mount Union                           | Lycoming                              | 61–12                                 | 5,777                                 | Salem Football Stadium                | Salem, Virginia                       | Larry Kehres                          |
| 1998 | Mount Union                           | Rowan                                 | 44–24                                 | 5,145                                 | Salem Football Stadium                | Salem, Virginia                       | Larry Kehres                          |
| 1999 | Pacific Lutheran                      | Rowan                                 | 42–13                                 | 4,101                                 | Salem Football Stadium                | Salem, Virginia                       | Frosty Westering                      |
| 2000 | Mount Union                           | Saint John's (MN)                     | 10–7                                  | 4,436                                 | Salem Football Stadium                | Salem, Virginia                       | Larry Kehres                          |
| 2001 | Mount Union                           | Bridgewater                           | 30–27                                 | 7,992                                 | Salem Football Stadium                | Salem, Virginia                       | Larry Kehres                          |
| 2002 | Mount Union                           | Trinity (TX)                          | 48–7                                  | 4,398                                 | Salem Football Stadium                | Salem, Virginia                       | Larry Kehres                          |
| 2003 | Saint John's (MN)                     | Mount Union                           | 24–6                                  | 5,073                                 | Salem Football Stadium                | Salem, Virginia                       | John Gagliardi                        |
| 2004 | Linfield                              | Mary Hardin–Baylor                    | 28–21                                 | 3,240                                 | Salem Football Stadium                | Salem, Virginia                       | Jay Locey                             |
| 2005 | Mount Union                           | Wisconsin–Whitewater                  | 35–28                                 | 4,619                                 | Salem Football Stadium                | Salem, Virginia                       | Larry Kehres                          |
| 2006 | Mount Union                           | Wisconsin–Whitewater                  | 35–16                                 | 6,051                                 | Salem Football Stadium                | Salem, Virginia                       | Larry Kehres                          |
| 2007 | Wisconsin–Whitewater                  | Mount Union                           | 31–21                                 | 5,099                                 | Salem Football Stadium                | Salem, Virginia                       | Lance Leipold                         |
| 2008 | Mount Union                           | Wisconsin–Whitewater                  | 31–26                                 | 5,344                                 | Salem Football Stadium                | Salem, Virginia                       | Larry Kehres                          |
| 2009 | Wisconsin–Whitewater                  | Mount Union                           | 38–28                                 | 3,468                                 | Salem Football Stadium                | Salem, Virginia                       | Lance Leipold                         |
| 2010 | Wisconsin–Whitewater                  | Mount Union                           | 31–21                                 | 4,598                                 | Salem Football Stadium                | Salem, Virginia                       | Lance Leipold                         |
| 2011 | Wisconsin–Whitewater                  | Mount Union                           | 13–10                                 | 3,784                                 | Salem Football Stadium                | Salem, Virginia                       | Lance Leipold                         |
| 2012 | Mount Union                           | St. Thomas (MN)                       | 28–10                                 | 6,027                                 | Salem Football Stadium                | Salem, Virginia                       | Larry Kehres                          |
| 2013 | Wisconsin–Whitewater                  | Mount Union                           | 52–14                                 | 5,371                                 | Salem Football Stadium                | Salem, Virginia                       | Lance Leipold                         |
| 2014 | Wisconsin–Whitewater                  | Mount Union                           | 43–34                                 | 5,465                                 | Salem Football Stadium                | Salem, Virginia                       | Lance Leipold                         |
| 2015 | Mount Union                           | St. Thomas (MN)                       | 49–35                                 | 5,343                                 | Salem Football Stadium                | Salem, Virginia                       | Vince Kehres                          |
| 2016 | SMary Hardin–Baylor§                  | Wisconsin–Oshkosh                     | S10–7                                 | 3,476                                 | Salem Football Stadium                | Salem, Virginia                       | Pete Fredenburg                       |
| 2017 | Mount Union                           | Mary Hardin–Baylor                    | 12–0                                  | 4,971                                 | Salem Football Stadium                | Salem, Virginia                       | Vince Kehres                          |
| 2018 | Mary Hardin–Baylor                    | Mount Union                           | 24–16                                 | 6,816                                 | Woodforest Bank Stadium               | Shenandoah, Texas                     | Pete Fredenburg                       |
| 2019 | North Central (IL)                    | Wisconsin–Whitewater                  | 41–14                                 | 1,362                                 | Woodforest Bank Stadium               | Shenandoah, Texas                     | Jeff Thorne                           |
| 2020 | Cancelado por la pandemia de Covid-19 | Cancelado por la pandemia de Covid-19 | Cancelado por la pandemia de Covid-19 | Cancelado por la pandemia de Covid-19 | Cancelado por la pandemia de Covid-19 | Cancelado por la pandemia de Covid-19 | Cancelado por la pandemia de Covid-19 |
| 2021 | Mary Hardin–Baylor                    | North Central (IL)                    | 57–24                                 | 1,830                                 | Tom Benson Hall of Fame Stadium       | Canton, Ohio                          | Pete Fredenburg                       |
| 2022 | North Central (IL)                    | Mount Union                           | 28–21                                 | 3,231                                 | Navy–Marine Corps Memorial Stadium    | Annapolis, Maryland                   | Brad Spencer                          |
| 2023 | Cortland                              | North Central (IL)                    | 38–37                                 | 3,381                                 | Salem Football Stadium                | Salem, Virginia                       | Curt Fitzpatrick                      |
| 2024 | North Central (IL)                    | Mount Union                           | 41–25                                 | 1,938                                 | Shell Energy Stadium                  | Houston, Texas                        | Brad Spencer                          |

§ - En octubre de 2019 la NCAA dejó vacante el campeonato de 2016 por infracciones reportadas por UMHB. La apelación no prosperó, por lo que no hubo campeón en 2016. En junio de 2020 las victorias y records de UMHB en 2016 y 2017 fueron anulados.